# Комары (Тверская область)
Комары — деревня в Бельском районе Тверской области России (до революции 1917 года — сельцо Бельского уезда Смоленской губернии). Входит в состав Кавельщинского сельского поселения.

## География
Деревня находится в юго-западной части Тверской области, в зоне хвойно-широколиственных лесов, на правом берегу реки Начи, при автодороге 28Н-0126, на расстоянии примерно 18 километров (по прямой) к юго-востоку от города Белого, административного центра района. Абсолютная высота — 228 метров над уровнем моря.

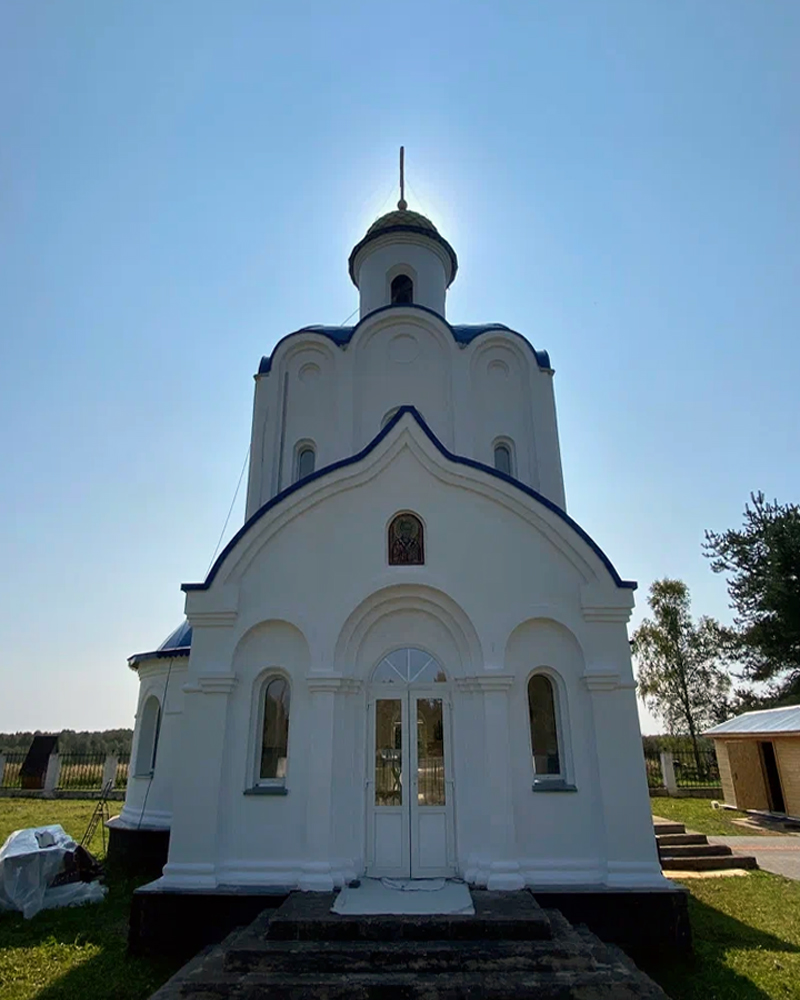
Церковь Успения Пресвятой Богородицы в деревне Комары

В деревне действует православный храм — церковь Успения Пресвятой Богородицы.

### Климат
Климат характеризуется как умеренно континентальный, с умеренно морозной снежной зимой и относительно тёплым влажным летом. Среднегодовая температура воздуха — 4,1 °C. Средняя температура воздуха самого холодного месяца (января) — −8,8 °C (абсолютный минимум — −47 °C), средняя температура самого тёплого (июля) — 17,2 °С (абсолютный максимум — 36 °С). Безморозный период длится около 130 дней. Годовое количество атмосферных осадков составляет в среднем 612 мм, из которых большая часть выпадает в тёплый период. Снежный покров держится в течение 148 дней.

### Часовой пояс
Деревня Комары, как и вся Тверская область, находится в часовой зоне МСК (московское время). Смещение применяемого времени относительно UTC составляет +3:00.

## Население

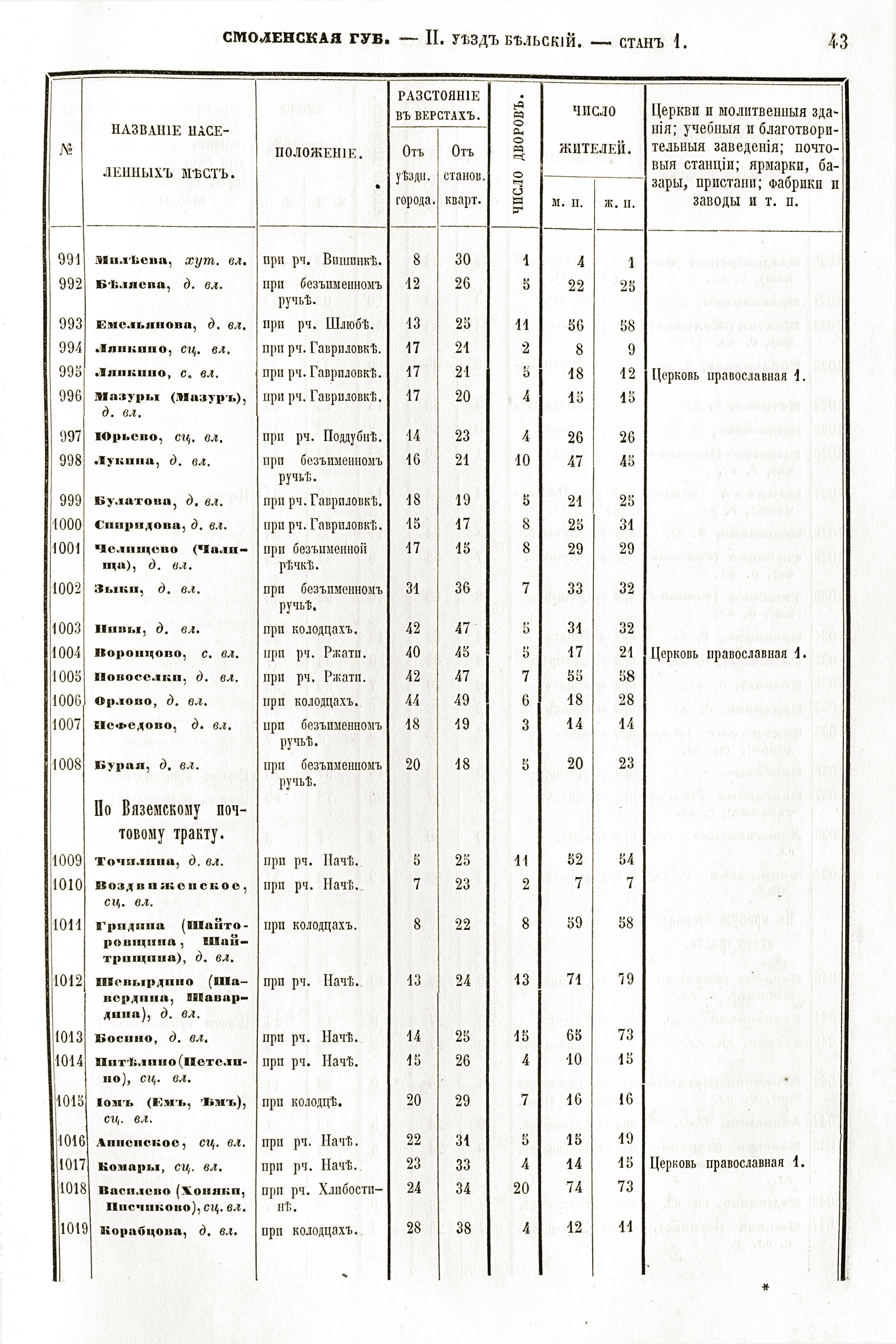
Выписка из списка населённых мест Смоленской губернии 1862

| 2010 |
| ---- |
| 196  |

«Комары, сельцо владѣльческое при рѣчкѣ Начѣ, 23 версты отъ уѣзднаго и 33 версты отъ становой квартиры, 4 двора, 14 лицъ мужъ. пола, 15 лицъ женъ. пола, 1 церковь православная»
[Смоленская губ. Списокъ населенныхъ мѣстъ по свѣдѣніямъ на 1859 г. — СПб.: 1862]

### Национальный состав
Согласно результатам переписи 2002 года, в национальной структуре населения русские составляли 98 % из 220 чел.